# Can’t Take My Eyes Off You
Can’t Take My Eyes Off You – piosenka autorstwa Boba Crewe i Boba Gaudio, wydana w 1967 roku jako singel Frankie Vallego. Utwór znalazł się na 2. miejscu listy Billboard Hot 100 i otrzymała status złotej płyty. To jeden z największych hitów Vallego oraz jego grupy wokalnej The Four Seasons i największy hit solowy aż do jego przeboju #1 w 1974 – My Eyes Adored You.
Ostatnia wersja w wykonaniu  polskiej wokalistki-Doroty Jaremy, w aranżacji Krzysztofa Heredzina, znalazła się na albumie „SONI” z przebojami lat 70.

## Inne wersje
Piosenka była nagrywana przez różnych artystów na przestrzeni lat 70. Wersja Andy’ego Williamsa awansowała na 5. miejsce na liście UK Singles Chart w 1968.
W 1991 roku Pet Shop Boys użyli części utworu do podwójnego singla Where the Streets Have No Name, który trafił do pierwszej piątki w Wielkiej Brytanii. W USA obie strony singla były wydane jako oddzielne single: How Can You Expect to be Taken Seriously? zajęło 93. miejsce, a Where The Streets Have No Name/I Can’t Take My Eyes Off You 72.
Inne wersje utworu, które znalazły się na amerykańskiej liście przebojów, zostały nagrane przez The Lettermen (nr 7 w 1968 r., jako medley z Goin' Out Of My Head), Nancy Wilson (nr 52 w 1969), Maureen McGovern (nr 27 na liście Adult Contemporary w 1979), Boys Town Gang (nr 1 w Holandii w 1982 r.), Lauryn Hill (nr 35 na liście Hot 100 Airplay w 1998 r.) oraz Surf Mesa z Emilee („ILY (I Love You Baby)” – nr 72 w 2020 r.). W 2005 roku piosenka została nagrana przez zespół Queens na ich debiutancki album Made for Dancing. W 2007 roku utwór ten został wykonany przez Soccx. W Niemczech piosenka została wykorzystana jako podkład do tańca na ADTV-Worlddance-Day 2007. W 2004 roku piosenkarka z Teksasu Jennifer Peña nagrała po hiszpańsku cover zatytułowany No hay igual Nadie Como Tú i umieściła go na swoim albumie Seducción.
Inni muzycy, którzy wykonywali tę piosenkę:
Australia
- David Campbell
- Heath Ledger
- The Easybeats

Brazylia
- Pitty

Chiny
- Prudence Liew (w języku kantońskim)
- Leon Lai (w języku kantońskim)

Francja
- Eldissa

Grecja
- Efi Thodi

Irlandia
- Damien Rice

Japonia
- Shiina Ringo
- Sowelu
- Tommy february 6
- Ayumi Hamasaki (na żywo)
- Sakurai Sho of Arashi (na żywo)
- Nob Summer
- Zard

Holandia
- The Hermes House Band

Kanada
- Percy Faith Percy Faith

Norwegia
- Anni-Frid Lyngstad (pod tytułem Du Är Så Underbart Rar)
- Morten Harket
- Alexander Rybak (na żywo)

Pakistan
- zespół rockowy Noori (do reklamy Hondy)

Szwecja
- Tingsek

USA
- Vikki Carr
- Bobby Darin
- Save Ferris
- David Osborne
- Cardin Cardin
- Gloria Gaynor
- The Temptations
- Diana Ross & the Supremes
- OC Smith
- Suburban Legends (na żywo)
- Cake Tort
- Next Phaze
- Barry Manilow
- Engelbert Humperdinck
- The Spinto Band (na żywo)
- The Killers (na żywo)
- Daniel Amos (chrześcijański zespół rockowy)

Wielka Brytania
- Bad Manners
- Petula Clark
- Kiki Dee
- Jimmy Somerville
- Shirley Bassey
- Manic Street Preachers
- Sheena Easton
- Muse

Włochy
- Mina

nieustalony
- Kim Ross (jako „Ross”)

## Wpływy kulturalne

### Filmy
Piosenka została wykorzystana w kilku filmach, m.in. Łowca jeleni, Teoria spisku, gdzie jest wykonywana przez Lauryn Hill czy Zakochana złośnica (w wykonaniu Heatha Ledgera).

### Poza filmem
Utwór jest często wykorzystywany w reklamach, np. sieci Freedom w Australii w 1990 roku, czy przez rząd meksykański w reklamie Programa Cultural de las Fronteras. Wersja Vallego została użyta w reklamie telewizyjnej orzeszków Planters podczas finału Super Bowl XLII 3 lutego 2008. Piosenka jest też popularna wśród kibiców piłki nożnej, w tym Carlosa Hernandeza oraz Melbourne Victory. Kibice Fulham Londyn śpiewają ją po zwycięstwie. Do melodii piosenki układają też polscy kibice, np. Odry Opole (Ja kocham Odrę).